# 撿紅点
撿紅点（𢮦紅点、ジェンホンディエン, 英:Chinese Ten）は、花札に似た中国のトランプゲームの一種である。牌九を使って行う伝統的なゲーム釣魚をトランプ用に移植したものである。

## 概要
ゲーム名を日本語に翻訳すると「赤点拾い」となる。赤いスート（ハート・ダイヤ）のカードにのみ点数があるので、この名がある。
花札や、その元になった18世紀の「めくりかるた」との歴史的関係は明かでない。花札に似たトランプゲームとしてはほかにイタリアのスコパや英語圏のカシノなどもあるが、撿紅点や釣魚は山札をめくって場札にあわせる点が西洋のゲームとは異なり、花札と共通している。
数値が足して10になるように取るところは特徴的だが、花札にも手札と場札の合計が3か8になるように取る「八（はち）」というゲームがある。

## ルール
最初のディーラーは何らかの方法で決める。ディーラーはプレイごとに隣の競技者に移動する。プレイの進行方向が時計回りか反時計回りかは資料により異なり、はっきり決まっていないようである。
通常の52枚のトランプを使用し、2人から4人までで競技する（あまりおもしろくないが、6人でも可能）。ディーラーがシャッフルし、その右隣（進行方向が時計回りの場合）がカットする。右隣はカットするときに一番下のカードを見ることができる。ディーラーは各競技者に「24÷競技人数」枚の手札を配る（2人なら12枚・3人なら8枚・4人なら6枚）。場札は常に4枚である。残り24枚は裏向きに重ねて山札とする。

### プレイの進行
ディーラーからプレイを開始する。
各競技者は、まず手札から1枚だして場札の1枚と合わせて、その2枚を取る。手札がA(=1)から9までの数札のときは、合わせる場札も数札で、その合計が10にならなければならない。すなわち、場札に4のカードがあったら、手札の6と合わせることができる。Aは1と見なす。10および絵札は、同じランクのカード同士を合わせる。場札と合わせることのできるカードを持っていない場合は、単に1枚の手札を場に出す。
次に、山札の一番上をめくって、同様に場札に合わせる。この場合も、合わせることのできる場札がないときは、めくったカードは単に場に置く。
取ったカードは裏返しにして自分の前に置く。
これを手札および場札がすべて尽きるまでくり返す。

### 特殊ルール
「絵札・10・5」のいずれか同じランクのカード3枚が場に出ていたときは、同じランクのもう1枚のカードで3枚全部をまとめて取ることができる。
「絵札・10・5」のいずれか同じランクのカード4枚が場に出ていたときは、そのカードはすべてディーラーのものになる。

### 得点計算
原則として赤いスート（ハートまたはダイヤ）のみに点数がある。点数の合計は 210点になる。
| カード       | 点数         |
| ------------ | ------------ |
| 赤2-8        | ランクどおり |
| 赤9,10,J,Q,K | 10           |
| 赤A          | 20           |

以上に加えて、人数によっては以下のカードが加えられることがある。
- 3人以上で競技するときは A♠ を 30点とする
- 4人で競技するときは、上に加えて A♣ を 40点とする

したがって、平均点は競技者が2人なら105点・3人なら80点（A♠ の点数を加えない場合は70点）・4人なら70点（A♠ A♣の点数を加えない場合は55点）になる。
取ったカードの点数の合計からこの平均点を引いた値（マイナスのこともある）がその競技者の得点となる。
ひとりが大量得点（2人なら150点・3人なら110点・4人なら90点）した場合には得点が倍になるという特殊ルールもある。

## 変種
得点計算にはさまざまな変種があるようで、赤の5同士を合わせると、他の競技者から10点ずつを得ることができるという台湾の変種を pagat.com は記している。

### コップダム・コップデン
コップダム・コップデン（กบดำกบแดง）は、撿紅点によく似たタイのゲームで、名前は「黒いカエル・赤いカエル」という意味である。撿紅点とは逆に、黒いスートのカードにのみ点数がある。